# Theroscopus autumnalis
Theroscopus autumnalis är en stekelart som först beskrevs av Léon Abel Provancher 1882.  Theroscopus autumnalis ingår i släktet Theroscopus och familjen brokparasitsteklar. Inga underarter finns listade i Catalogue of Life.